# Rimnersvallen
Rimnersvallen é um estádio de futebol multiuso localizado em Uddevalla, Suécia.
Com capacidade para 10.605 pessoas, foi inaugurado em 5 de maio de 1923. É atualmente o estádio onde o IK Oddevold manda seus jogos. 

## Copa do Mundo FIFA de 1958
Reconstruído para a Copa do Mundo de 1958, hospedou apenas uma partida da competição, entre a seleção brasileira e seleção austríaca.
| Data       | 1ª equipe | Placar | 2ª equipe | Fase    | Público |
| ---------- | --------- | ------ | --------- | ------- | ------- |
| 8 de junho | Brasil    | 3–0    | Áustria   | Grupo 4 | 17 778  |